# Antonio Lao Doña
Antonio Lao Doña (Barcelona el 17 de enero de 1984), conocido como Toni Lao, es un futbolista español que juega de defensa.

## Biografía
Llegó al RCD Espanyol cuando era juvenil de último año de la Ferrán Martorell y se terminaría de formar en las categorías inferiores del R. C. D. Espanyol, donde llegó a jugar 7 años, fue campeón de España juvenil y llegó a ser capitán del filial. Más tarde, el defensa abandonaría el club perico y jugaría en la U. D. A. Gramenet, hasta comprometerse a mediados del 2010 con el C. E. Sabadell. Fue una de las piezas claves del ascenso cosechado la temporada 2010/2011.

## Clubes
| Club                  | País    | Año       |
| --------------------- | ------- | --------- |
| R. C. D. Espanyol "B" | España  | 2002-2008 |
| U. D. A. Gramenet     | España  | 2008-2010 |
| C. E. Sabadell F. C.  | España  | 2010-2014 |
| C. F. Badalona        | España  | 2014-2018 |
| U. E. Sant Julià      | Andorra | 2018-2019 |
| Inter Club d'Escaldes | Andorra | 2019-2021 |